# Pljos
Pljos (russisch Плёс) ist eine Kleinstadt in der Oblast Iwanowo (Russland) mit 2340 Einwohnern (Stand 14. Oktober 2010).

## Geografie
Die Stadt liegt etwa 70 km nordöstlich der Oblasthauptstadt Iwanowo am rechten Ufer der Wolga, die hier den Pljos-Rostower Endmoränenzug durchschneidet und das sogenannte Pljosser Tor bildet.
Pljos gehört zum Rajon Priwolschsk. Es ist eine der kleinsten Städte Russlands.

## Geschichte

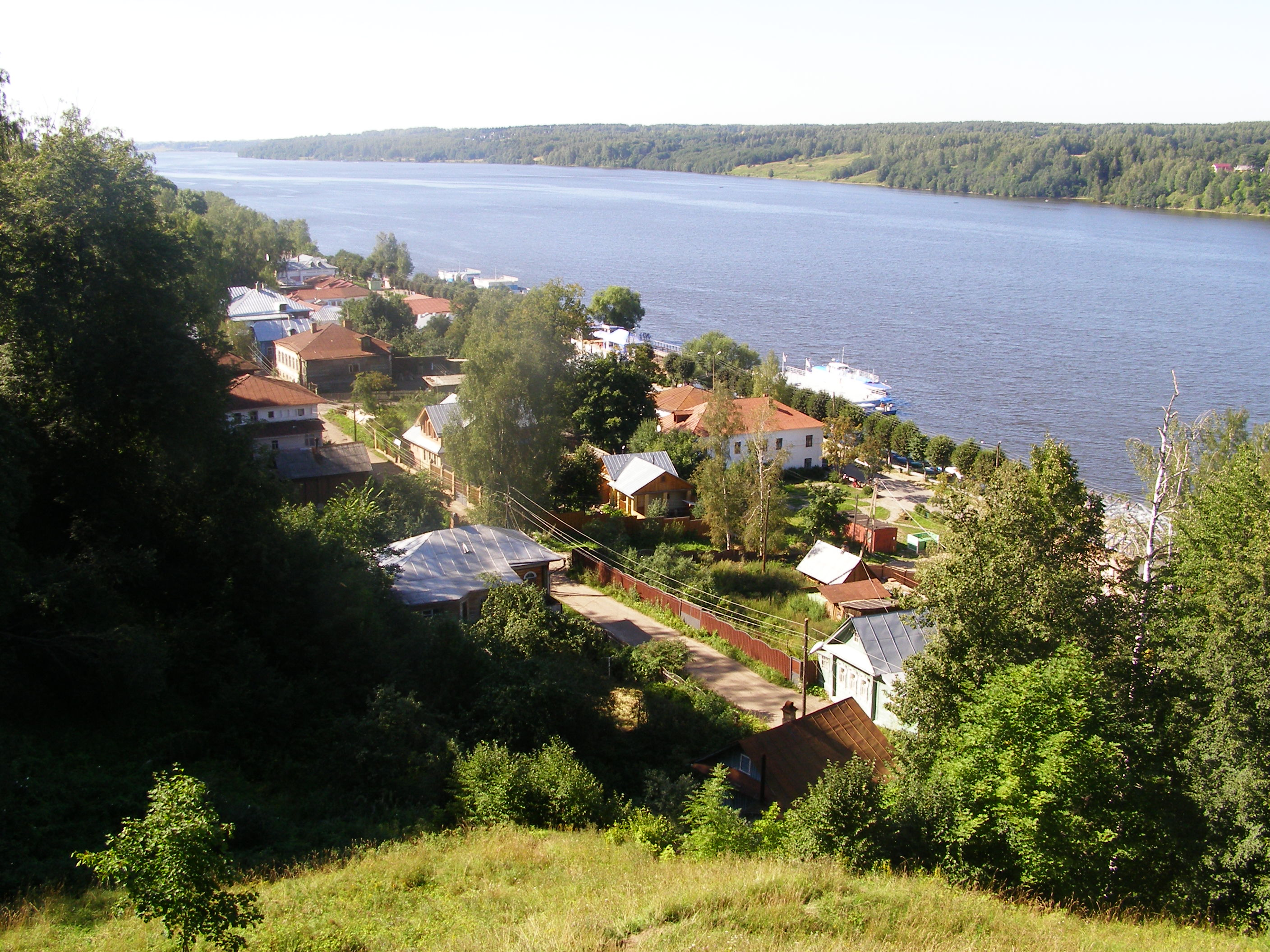
Pljos an der Wolga

Ein Ort an Stelle der heutigen Stadt wurde erstmals in der zweiten Hälfte des 12. Jahrhunderts urkundlich erwähnt. Dieser wurde 1237 von den Truppen Batu Khans zerstört.
Als eigentliches Gründungsjahr gilt 1410, als hier eine Festung zum Schutz Kostromas und Moskaus entstand.
Der Ort entwickelte sich im 17. und 18. Jahrhundert als Handelszentrum insbesondere für Leinen- und andere Stoffe. 1778 erhielt er das Stadtrecht.
Die wirtschaftliche Bedeutung der Stadt schwand, nachdem 1871 die Eisenbahnstrecke von Moskau über Iwanowo in das südlicher gelegene Kineschma geführt wurde, anstatt die Wolga in Pljos zu erreichen. Dafür entwickelte sich der Ort im letzten Viertel des 19. Jahrhunderts zu einer beliebten Sommerfrische der begüterten Kreise Russlands, besonders Moskaus.
Zwischenzeitlich galt Pljos wegen der geringen Einwohnerzahl und Verlust der administrativen Funktionen als Dorf (genaues Jahr unbekannt), erhielt jedoch 1925 das Stadtrecht erneut.

### Bevölkerungsentwicklung
| Jahr | Einwohner |
| ---- | --------- |
| 1897 | 2164      |
| 1939 | 3559      |
| 1959 | 4027      |
| 1970 | 4663      |
| 1979 | 4147      |
| 1989 | 4053      |
| 2002 | 2790      |
| 2010 | 2340      |

Anmerkung: Volkszählungsdaten

## Kultur und Sehenswürdigkeiten

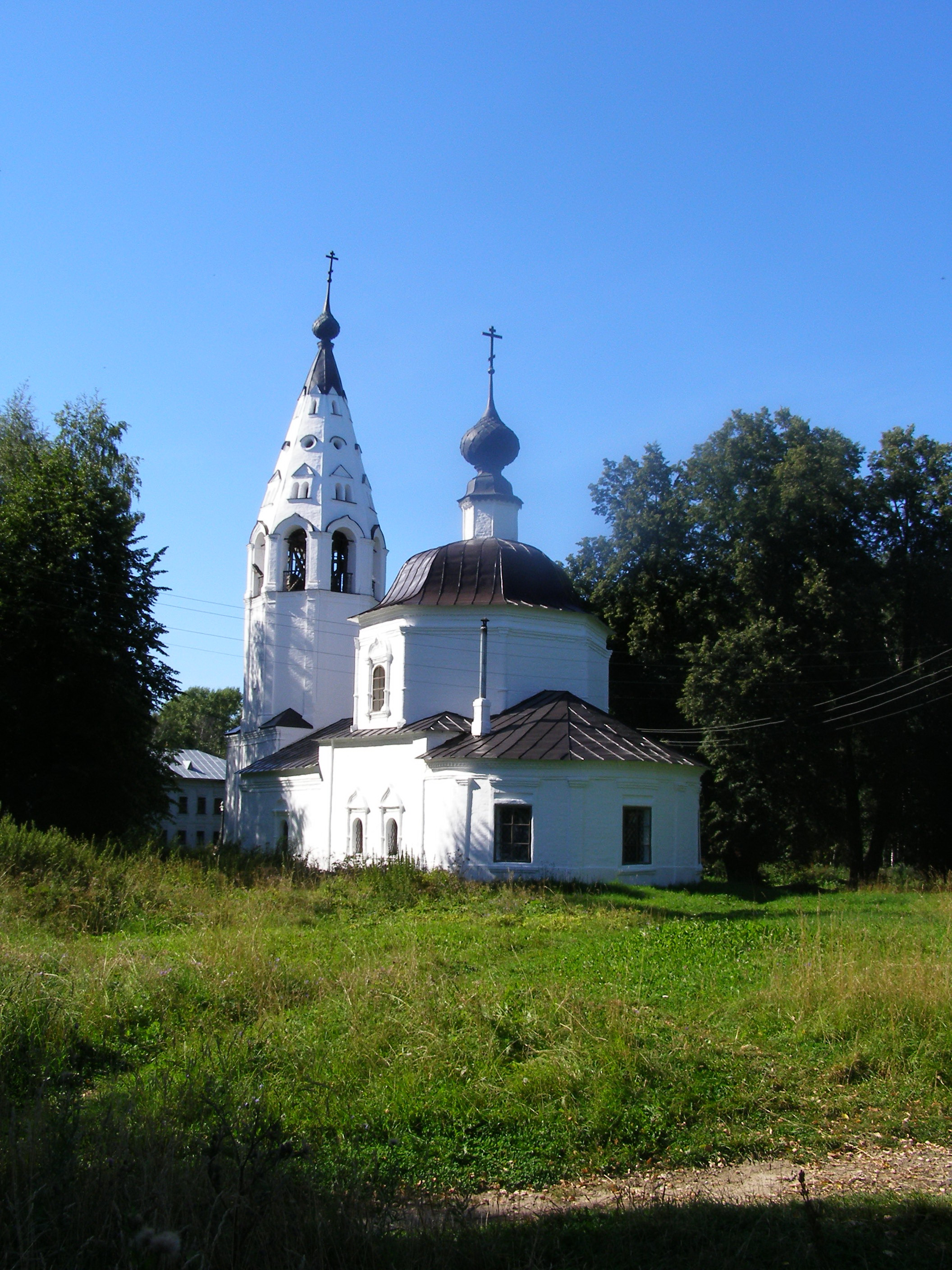
Mariä-Himmelfahrts-Kathedrale

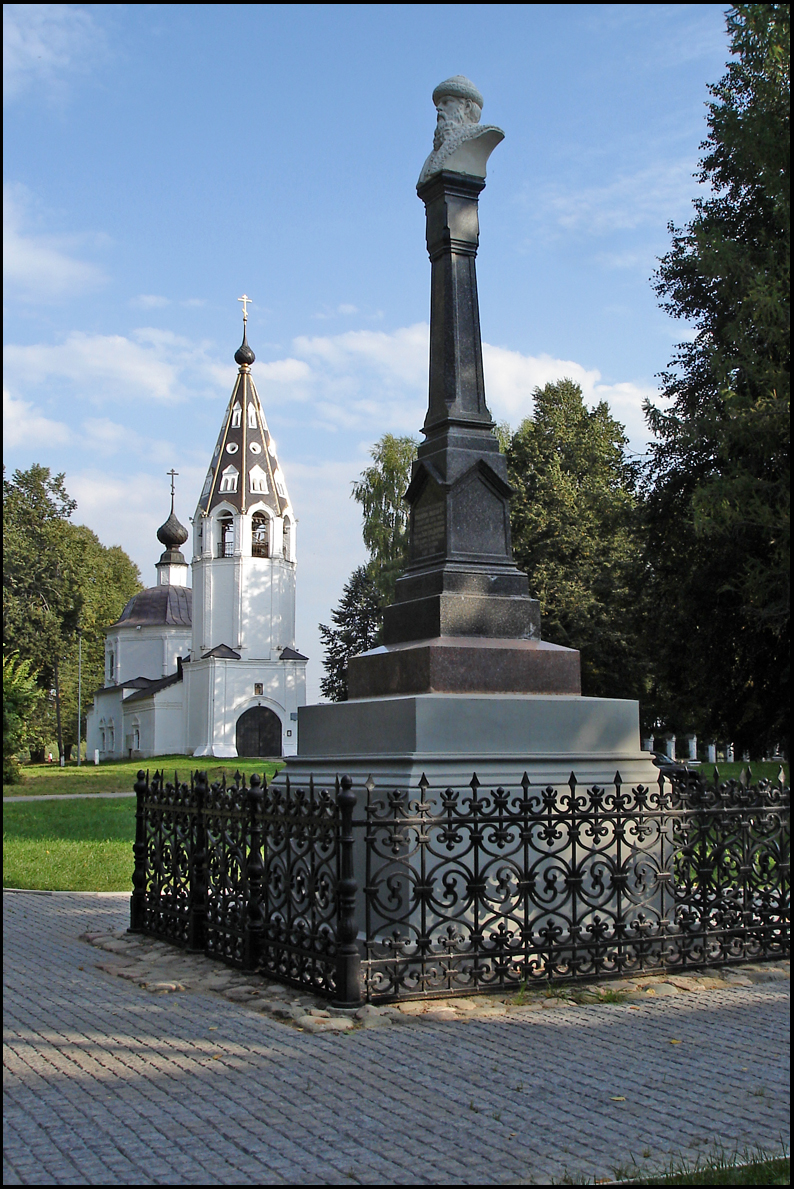
Wassili-I.-Denkmal (S. S. Aljoschin, 1910) vor der Mariä-Himmelfahrts-Kathedrale

Pljos ist eine der besterhaltenen und malerisch gelegenen Kleinstädte an der Wolga. Sie gehört zum „Goldenen Ring“ und steht in ihrer Gesamtheit unter Denkmalschutz (Stadt-Sapowednik).
Hier stehen die Mariä-Himmelfahrts-Kathedrale (Успенский собор/Uspenski sobor) vom Ende des 17./Anfang des 18. Jahrhunderts, die Dreifaltigkeitskirche (Троицкая церковь/Troizkaja zerkow) von 1808, die Auferstehungskirche (Воскресенская церковь/Woskressenskaja zerkow) von 1817 und die Barbara-Kirche (Варваринская церковь/Warwarinskaja zerkow) von 1821 mit 35 Meter hohem Glockenturm. Zudem sind auch viele der steinernen Wohnhäuser vom Ende des 18. und aus dem 19. Jahrhundert erhalten.
Die Stadt besitzt ein Museum der Stadtgeschichte und eine Gemäldegalerie mit angeschlossenem Isaak-Lewitan-Museum.
Insbesondere in den Sommermonaten finden viele Musik- und Theaterveranstaltungen statt.

## Wirtschaft und Infrastruktur
Industrie gibt es in Pljos nicht. Die Stadt ist Luftkurort und touristisches Reiseziel. Die Wolgakreuzfahrten machen hier Station. Die Stadt bemüht sich, ihren touristischen Bekanntheitsgrad vom Beginn des 20. Jahrhunderts wiederzuerlangen.
Die nächstgelegene Eisenbahnstation ist Furmanow an der Strecke Jaroslawl–Iwanowo knapp 40 Kilometer südwestlich, von wo aus die Stadt auch per Straße erreicht werden kann.

## Persönlichkeiten
- Isaak Lewitan (1860–1900), Maler; lebte und arbeitete 1888 und 1889 in Pljos

Neben Lewitan wirkten hier auch die Maler Fjodor Wassiljew, Alexei Sawrassow, Boris Prorokow sowie Nikolai Schukow; Künstler wie der Opernsänger Fjodor Schaljapin besuchten in dieser Zeit die Stadt.